# フェデリコ・ザーニ
フェデリコ・ザーニ（Federico Zani、1989年4月9日 - ）は、ユナイテッド・ラグビー・チャンピオンシップ、ベネットン・ラグビーに所属するラグビーユニオン選手。

## プロフィール
- イタリア・パルマ出身。
- ポジションはプロップ(PR)。
- 身長 178cm、体重 110kg
- U20イタリア代表に選ばれたことがある[1]。
- イタリア代表キャップは16（2021年1月現在）でラグビーワールドカップ2019のイタリア代表に選ばれた[2]。

## 略歴
コロルノ、グラン・デュカート、キャス・ベローナ、ペトラルカ、モリアーノを経て、2016年、ベネットンに加入。 